# شمسی اسدالله‌یف

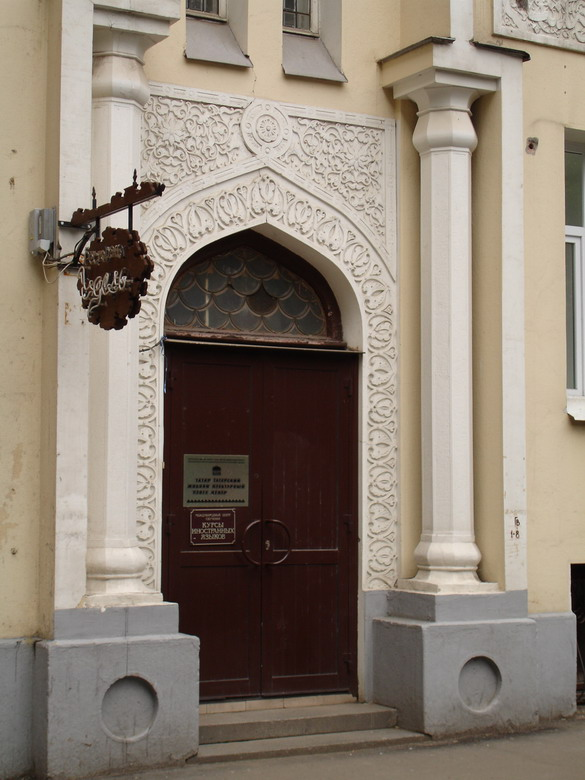
کاخ اسدالله یف که در حال حاضر اداره سازمان خودمختار ملی – فرهنگی تاتارهای مسکو در این مکان چهار طبقه مستقر می‌باشد.

شمسی اسدالله یف (ترکی آذربایجانی: Şəmsi Əsədullayev، زاده ۱۸۴۰ در باکو — درگذشت ۱۹۱۳ در یالتا) تاجر، کارآفرین، نیکوکار و اولین تاجر آذربایجانی بود که در حمل و نقل – صادرات نفت و گاز در خارج از باکو فعالیت داشت.
وی پس از استقرار در مسکو، نخستین مدارس دخترانه و پسرانه مسلمانان و مرکز جامعه اسلامی در مسکو را ایجاد کرد.